# Вилоскачки
Колемболите (Collembola), наричани също вилоопашки и вилоскачки, са подклас дребни животни от клас Скриточелюстни (Entognatha).
Подкласът включва 4 разреда всеядни влаголюбиви членестоноги с дължина до 6 милиметра. Като средство за икономия на енергия при повишени температури, те могат да намаляват размера на тялото си с до 30%. Обитават листната покривка, хранейки се с мъртви растения и животни и с микроорганизми.

## Разреди
Подклас Collembola – Колемболи
- Entomobryomorpha
- Neelipleona
- Poduromorpha
- Symphypleona